# Pichia exigua
Pichia exigua är en svampart som först beskrevs av Phaff, M.W. Mill. & M. Miranda, och fick sitt nu gällande namn av Kurtzman, Robnett & Basehoar-Powers 2008. Pichia exigua ingår i släktet Pichia och familjen Pichiaceae.   Inga underarter finns listade i Catalogue of Life.